# سفاح كرموز (فلم)
سفاح كرموز هو فيلم مصري من إخراج حسين عمارة وبطولة نورا، يونس شلبي، توفيق الدقن، عبد المنعم إبراهيم، حسن مصطفى، أحمد ماهر، عايدة رياض وميمي جمال، صدر الفيلم في 28 مايو 1987.

## نبذه
يلجأ مرسي لزميل دراسته مدحت ليدبر له عملًا. يعرض عليه مدحت أن يشاركه في تهريب المخدرات فيرفض. يلفق محروس رئيس العصابة لمرسي تهمة قتل وحيازة مخدرات ويحكم عليه بالمؤبد. يهرب مرسي من السجن ويتعرف على ست الحسن. يقوم محروس بقتل مدحت ويتصادف أن يصل مرسي قبل أن يلفظ مدحت أنفاسه فيعترف له عن جريمة محروس.

## طاقم العمل
- نورا بدور ست الحسن خير
- يونس شلبي بدور مرسى عباس الناضوري
- توفيق الدقن بدور محروس بيه
- عبد المنعم إبراهيم بدور عم خير
- حسن مصطفى بدور مدبولي
- أحمد ماهر بدور مدحت
- عايدة رياض بدور نادية مدبولي
- ميمي جمال بدور نورا
- مظهر أبو النجا بدور عطية
- نعيمة الصغير بدور أم نادية
- سيف الله مختار بدور كلب البحر

## وصلات خارجية
- مقالات تستعمل روابط فنية بلا صلة مع ويكي بيانات